# Seventeen (revista)
Seventeen é uma revista bimensal destinada ao público adolescente, tratando de temas como beleza, moda e entretenimento. Situada em Nova Iorque, pertence à editora Hearst Corporation e teve sua primeira edição publicada em 1 de setembro de 1944. Presente em mais de cinco países, sua versão em espanhol distribuída nos Estados Unidos é editada através da Televisa Editorial. Em 2017, sua circulação paga girava em torno de 2 milhões de unidades, conforme levantado pela Alliance for Audited Media (AAM). Além disso, a publicação também esteve envolvida nos cinemas; em 2011, com a ABC Family, desenvolveu Cyberbully.